# フィリップ・イートン

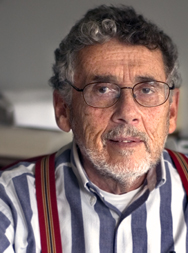

フィリップ・イートン(Philip Eaton、1936年-)は、シカゴ大学の化学の名誉教授である。1964年に「不可能」とされていたキュバンの合成に初めて成功したことで知られる。また、2000年かそれ以前には、オクタニトロキュバンの合成にも初めて成功したと伝えられている。これは、高密度とC-C結合の大きな歪みのため、RE係数の非常に大きな爆薬である。

## 生い立ち
イートンは、1936年にニューヨーク市ブルックリン区で生まれた。彼が7歳の時、家族はニュージャージー州バッドレイクに引っ越し、彼はここでロックスベリー・グラマー・スクール及びロックスベリー高校に通った。彼が科学への情熱に目覚めたのは、高校生の頃だった。両親や教師の支援もあり、彼は化学を専攻することにした。

## 教育
イートンは、化学を学ぶためにプリンストン大学に進学した。1957年に学士号を取り、ハーバード大学で1960年に修士号、1961年に博士号を取得した。学生時代、彼はケージ化学、特にクロルデコンに取り組んだ。

## 教師
ハーバード大学卒業後、イートンはカリフォルニア大学バークレー校の助手となった。ここで、彼は有機化学入門の講義を受け持った。1962年にはシカゴ大学に移り、現在までここに在職している。

## 研究
シカゴ大学着任後、イートンはキュバン合成の研究を始めた。1964年、イートンと同僚のMao-Xi Zangは、当時「不可能」とされていたキュバンの合成に成功した。多くの科学者は、90°の結合角は、分子を形成させるには歪みすぎていると考えていた。

## 受賞等
- アルフレッド・P・スローン財団フェロー (1963年)
- Research Award, Rohm and Haas Company (1975年)
- フンボルト賞 (1985年)
- Alan Berman Research Rublication Award, アメリカ海軍研究所 (1995年)
- Arthur C. Cope Scholar Award, アメリカ化学会 (1997年)